# Wiltonia
Wiltonia is een geslacht van spinnen uit de  familie van de Orsolobidae.

## Soorten
- Wiltonia elongata Forster & Platnick, 1985
- Wiltonia eylesi Forster & Platnick, 1985
- Wiltonia fiordensis Forster & Platnick, 1985
- Wiltonia graminicola Forster & Platnick, 1985
- Wiltonia lima Forster & Platnick, 1985
- Wiltonia nelsonensis Forster & Platnick, 1985
- Wiltonia pecki Forster & Platnick, 1985
- Wiltonia porina Forster & Platnick, 1985
- Wiltonia rotoiti Forster & Platnick, 1985